# Lina Nyberg
Lina Nyberg (* 27. Februar 1970 in Stockholm) ist eine schwedische Jazzsängerin und -komponistin.

## Leben und Wirken
Nyberg wuchs in einem Künstlerhaushalt auf und entdeckte mit vierzehn Jahren den Jazz. Mit achtzehn Jahren trat sie öffentlich auf und sang zunächst bei Bernt Rosengren, Nisse Sandström und Fredrik Norén. 1990 gründete sie ihr eigenes Quintett, wurde aber auf ihrem Debütalbum Close nur von Esbjörn Svensson begleitet. Zwischen 1991 und 1993 studierte sie an der Königlichen Musikakademie. Sie spielte bis 2011 vierzehn Alben ein und tourte durch Europa, Japan, Vietnam, Kanada und Brasilien; mit Magnus Lindgren arrangierte sie brasilianische Musik für ihr gemeinsames Bigband-Album Brasil Big Bom. Zu ihrem Quintett gehören seit 2012 Cecilia Persson (Piano), David Stackenäs (Gitarre), Josef Kallerdahl (Bass) und Peter Danemo (Schlagzeug). Auch arbeitete sie mit John Taylor, Marilyn Crispell, Anders Jormin, Rigmor Gustafsson und Jacob Karlzon (gemeinsames Album Temper, 2008). 
Nyberg gründete im April 2006 das Netzwerk IMPRA, das für die Gleichstellung der Geschlechter im Musikleben eintritt. Sie ist mit Fredrik Ljungkvist verheiratet.

## Preise und Auszeichnungen
1995 erhielt Nyberg für ihr zweites Album When the Smile Shines Through einen schwedischen Grammy. Auch ihr Album Open wurde für einen schwedischen Grammy nominiert. 2002 erhielt sie als „mutige und reife Musikerin“, die ihr Material beständig umforme, die Jazzkannan, den Preis der Schwedischen Jazz-Assoziation. 2014 wurde sie mit dem Lars-Gullin-Preis und 2016 mit dem Jazzpreis der Königlich Schwedischen Musikakademie ausgezeichnet.

## Diskographische Hinweise
- Close (Prophone Records, 1993, mit Esbjörn Svensson)
- When the Smile Shines Through (Prophone Records, 1994, mit Per „Texas“ Johansson, Esbjörn Svensson, Dan Berglund, Mikel Ulfberg)
- So Many Stars (Prophone Records, 1996)
- Temper (Prophone Records, 1997, mit Jacob Karlzon)
- Open (Prophone Records, 1998, mit Palle Danielsson und Anders Persson)
- Smile (Prophone Records, 2000)
- Brasilien (Prophone Records, 2001, mit Staffan Svensson, Fredrik Ljungkvist, Anders Jormin, Audun Kleive)
- A Song Book (Spice of Life, 2003, mit Anders Persson und Yasuhito Mori)
- Saragasso (Moserobie, 2004, mit Mathias Landæus, Torbjörn Zetterberg, Sebastian Notini)
- Lina Nyberg & Magnus Lindgren Brasil Big Bom (Caprice Records, 2007)
- West Side Story (Hoob Records, 2010, mit Fabian Kallerdahl, Josef Kallerdahl, Michael Edlund)
- Palaver (Moserobie, 2011)
- Lina Nyberg Cool Quartet Featuring Éric La Casa: Dancing in Tomelilla (2012), mit Axel Dörner, Zoran Terzic, Jan Roder, Sven-Åke Johansson
- The Sirenades (Hoob Records, 2014)
- The Clouds (Hoob Records, 2020)
- Anniverse (Hoob Records, 2022, mit Cecilia Persson, David Stackenäs, Josef Kallerdahl, Peter Danemo)